# 立川 (徳島県)
立川（たつかわ）は、徳島県勝浦郡勝浦町を流れる勝浦川水系の河川である。

## 地理
勝浦郡勝浦町の水源から勝浦町を経て勝浦川上流に注ぐ。流域にはとくしま水紀行50選に選定されている立川渓谷があり、この渓谷では日本でも最古といわれる古生代の地層から化石が多数出ており、近年ではジュラ紀の恐竜であるイグアノドンの歯の化石が発見されている。
河川には立川ダムがあり、ダムのすぐ下には落差約10mの滝が架かる。

## 支流
- 奥立川

## 主な名所
- 立川渓谷
- 恐竜の里
- 立川ダム

## 流域の自治体
徳島県
勝浦郡勝浦町